# Мраморен дебелец
Мраморният дебелец (Sempervivum marmoreum) и многогодишно тревисто растение с декоративни качества.

## Разпространение
Видът се среща от Италия на запад до Украйна на изток и от Словакия на север на юг и целия Балкански полуостров. В България видът е разпространен в районите на Стара планина, Знеполе, Витоша, Западни гранични планини, Славянка, Странджа, Пирин, Рила, Родопи и Беласица между 300 и 2700 метра надморска височина.

## Местообитание
Каменисти места и скали.

## Описание
Листните розетки 3 – 6 cm в диаметър. Розетковите листа на върха изведнъж стеснени, по края и на върха четинесто ресничести Цветоносните стъбла са високи до 30 cm. Цветовете са 12-делни, с розови или червеникави венчелистчета дълги до 10 mm. Цъфти през месеците юни – август.

## Подвидове
- Sempervivum marmoreum subsp. marmoreum
- Sempervivum marmoreum subsp. ballsii (Wale) Zonn.;[4]
- Sempervivum marmoreum subsp. erythraeum (Velen.) Zonn.
- Sempervivum marmoreum subsp. matricum (Letz) Hadrava & Miklánek[5][6]
- Sempervivum marmoreum subsp. reginae-amaliae (Heldr. & Sartori ex Boiss.) Zonn.;[7].